# Seefeuer (Film)
Seefeuer (Originaltitel: Fuocoammare, italienisch für Feuer auf See) ist ein italienischer Dokumentarfilm von Gianfranco Rosi nach einer Idee von Carla Cattani aus dem Jahr 2016. Er zeigt das Leben auf der Insel Lampedusa, wohin sich seit Jahren vorwiegend afrikanische Geflüchtete über das Meer aufmachen. Der Film wurde bei der Berlinale 2016 mit dem Goldenen Bären ausgezeichnet. Er wurde in der Schweiz gezeigt (Filmverleih Xenix) und kam am 28. Juli auch in die deutschen Kinos.

## Inhalt
Der Film beginnt mit Bildern einer Radarstation, die gerade einen Notruf von einem Boot mit geflüchteten Menschen empfängt. In weiteren Szenen wird die teils erfolgreiche, teils misslingende Rettung von Geflüchteten dargestellt, die die Gewässer nahe Lampedusa erreichen. Eine Szene zeigt, wie einzelne Menschen, die offenbar am dringendsten medizinische Hilfe benötigen, von einem überfüllten Boot auf ein Schiff der Seenotrettung gezogen werden. Es sind junge afrikanische Männer. Ihre Kleider sind mit Diesel und Salzwasser durchtränkt. Einer der Menschen ist so stark dehydriert, dass nicht sicher ist, ob er überleben wird. Weitere Szenen fangen das Leben afrikanischer Geflüchteter in der Erstaufnahmestelle auf Lampedusa ein. Ein Fußballspiel „Eritrea gegen Syrien“ zum Beispiel, die Tore sind mit zwei Plastikflaschen auf dem Asphalt markiert. Auch kommt ein Afrikaner zu Wort, der in Form eines Sprechgesangs über seine leidvolle Reise durch die Wüste über Libyen bis zum Mittelmeer erzählt.
Parallel dazu folgt Fuocoammare dem Alltag verschiedener Inselbewohner, vor allem Samuele, einem zwölfjährigen Jungen. Beim Bootsfahren wird ihm übel, also läuft er auf Anraten seines Vaters auf den schwimmenden Stegen am Hafen, um seinen Magen abzuhärten. Im weiteren Verlauf sieht man ihn, wie er lernt, selbst ein Ruderboot zu lenken, was anfangs noch nicht recht gelingen will. In einer Szene zeigt Samuele einem ungefähr gleichaltrigen Freund, wie man Steinschleudern baut und damit zielt. Im Spiel wird später eine Reihe von Kakteen zu Feinden, die es zu attackieren gilt. Die beiden Jungs schlitzen Gesichter in die fleischigen Blätter und befeuern sie anschließend mit ihren Schleudern, nur um die Kakteen im nächsten Schritt sorgsam mit Klebeband zu „verarzten“. Ein anderes Mal schießen sie mit imaginären Maschinengewehren in die Luft. Samuele hat kürzlich eine Spezialbrille verschrieben bekommen, die sein rechtes Auge verdeckt. Das andere Auge ist träge und kann so trainiert werden, was er unter anderem während der Kriegsspiele oder beim Zielen mit der Steinschleuder ausprobiert.
Der Zuschauer begegnet weiteren Inselbewohnern, beispielsweise dem Moderator der lokalen Radiostation und „Tante Maria“, die sich ab und an ein Lied bei ihm wünscht, darunter „Fuocoammare“, das vom „Feuer auf See“ handelt, auf die Angriffe während des Zweiten Weltkriegs bezugnehmend.
Der Arzt Pietro Bartolo behandelt Inselbewohner wie auch Geflüchtete. Er erzählt von seinen Erlebnissen bei Rettungsaktionen, die ihm Albträume verursachen. Auf einem Computermonitor zeigt er verschiedene Aufnahmen, beispielsweise von einem Afrikaner, der starke Verbrennungen durch die mit Diesel getränkten Kleider erlitt. Er sagt, ein Mensch, der sich so nennt, könne nicht anders als helfen. In einer Szene untersucht Bartolo eine geflüchtete Frau via Ultraschall, sie ist mit Zwillingen schwanger. Bartolo kann aufgrund der Sprachbarriere kaum mit ihr kommunizieren, ein Sprachvermittler komme hoffentlich demnächst. In einer anderen Szene untersucht Bartolo Samuele, der mit Atemproblemen zu ihm gekommen ist. Während sich Samuele recht besorgt zeigt, ist Bartolo sicher, dass er gesund ist.
In einer der letzten Szenen des Films folgt die Kamera in das Innere eines vergleichsweise großen Bootes bis zum unteren Deck. Sie zeigt den Boden bedeckt von toten Körpern, die dicht an dicht gedrängt liegen. Gesichter sind nicht zu sehen, nur Dutzende von Leichen.
Am Schluss sieht man Samuele wieder am Hafen, wie er auf den schwimmenden Bootsstegen läuft, um seinen Körper an den wackelnden Untergrund zu gewöhnen.

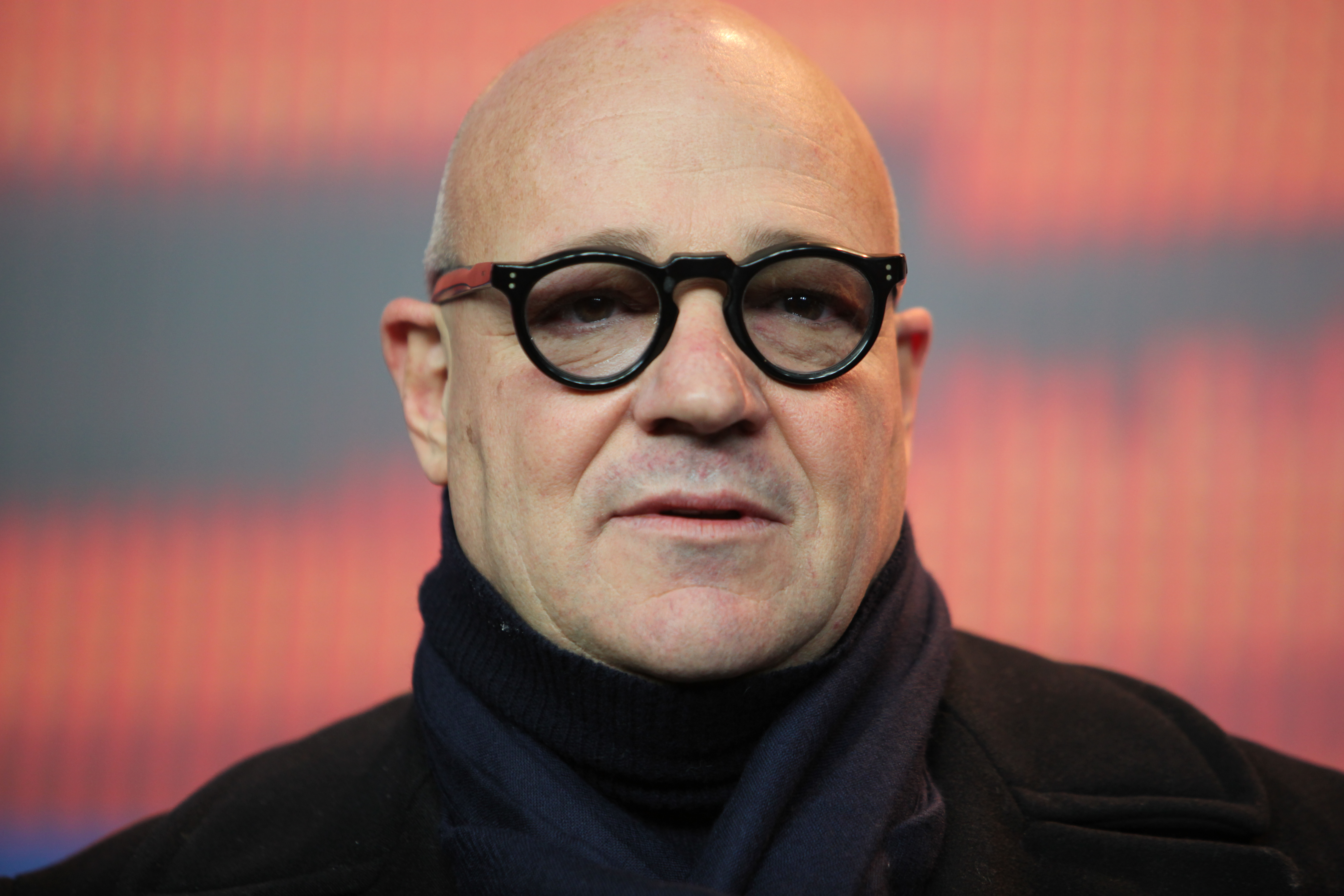
Regisseur Gianfranco Rosi bei der Berlinale 2016

## Preisverleihung
„Fuoccoammare“ wurde als bester Film der 66. Berlinale 2016 mit dem Goldenen Bären ausgezeichnet.

„Wir leben in einer Welt, in der gerade viele Mauern und Grenzen gezogen werden. Am meisten habe ich Angst vor den geistigen Grenzen, die hochgezogen werden.“

Zusätzlich erhielt er den Preis der Ökumenischen Jury, den Amnesty International Filmpreis, den Leserpreis der Berliner Morgenpost und 2016 den Friedenspreis des Deutschen Films – Die Brücke (Spezialpreis) sowie den Europäischen Filmpreis 2016 (Bester Dokumentarfilm).
2017 folgte die Nominierung für einen Oscar in der Kategorie Bester Dokumentarfilm.

## Kritik
Für Peter Zander von der Berliner Morgenpost ist Fuocoammare der „Film zur Stunde und dann auch noch richtig gut“. Die Größe des Films liege darin, dass er ohne erklärenden Kommentar zugleich die Darstellung des Alltagslebens auf Lampedusa wie auch die Suche und Ankunft von Geflüchteten zeigt: „Die Bilder sprechen für sich selbst. Und, das ist das Schreckliche: Sie zeigen, dass der Ausnahmezustand auf der Insel längst zum Alltag gehört.“ Der Regisseur habe „bestechende, aufwühlende Bilder gefunden“, so Zander, „die immer wieder zu großen Metaphern geraten“.
Daniel Kothenschulte nennt Fuocoammare in der Frankfurter Rundschau einen der „großen humanistischen Dokumentarfilme in der Geschichte“. Rosis Kamera vermag die „untragbare Alltäglichkeit“ der Rettungsbooteinsätze einzufangen, „abseits der Flüchtigkeit üblicher Nachrichtenbilder“. Kothenschulte vergleicht die Darstellung im Film mit einem Gemälde von Brueghel, insofern die „dörfliche Normalität zugleich die Kulisse einer Menschheits-Katastrophe“ ist.
Von der Deutschen Film- und Medienbewertung wurde der Film mit dem Prädikat besonders wertvoll versehen. In der Begründung heißt es: „Rosi ist nahe an die Menschen herangekommen, er gibt all dem Vagen, das wir aus den Medien zu kennen glauben, ein Gesicht. ‘Seefeuer’ ist gerade dank seines besonnenen und nicht-proklamatorischen Erzähltons ein enorm wichtiges Zeitdokument, das im täglichen Bilderurwald hysterischer Berichterstattung eine klaffende Lücke füllt..“
Kurz vor Rosi hat der österreichische Regisseur Jakob Brossmann den Dokumentarfilm „Lampedusa im Winter“ gedreht. Er basiert ebenfalls auf einer Langzeitbeobachtung und geht dabei neben der Migrationsthematik, u. a. auf Basis von Gesprächen mit der ehemaligen Bürgermeisterin der Insel, Giuseppina Maria Nicolini, deutlich stärker auf den Alltag und die infrastrukturellen Probleme der Bewohner der weitgehend isolierten Insel ein. Manche Passagen des Films nehmen Rosis Dokumentation bereits vorweg.

## Hintergrund
Zur politischen Situation auf Lampedusa siehe Hauptartikel Lampedusa, Migranten.
Der Regisseur Gianfranco Rosi wurde in Eritrea geboren und von dort im Alter von 13 Jahren während des Unabhängigkeitskrieges nach Italien evakuiert, seine Eltern blieben zurück.
Ursprünglich wollte Rosi nach einer Idee von Carla Cattani einen zehnminütigen Kurzfilm auf Lampedusa drehen, stellte aber bei den ersten Probeaufnahmen vor Ort fest, dass die Wirklichkeit zu komplex ist, um sie in einem Kurzfilm einzufangen.
Rosi war etwa ein Jahr auf Lampedusa, um den Film zu realisieren, wodurch er engeren Kontakt zu den Inselbewohnern gewinnen konnte. Besonders wichtig war die Begegnung mit Giuseppe „Peppino“ Del Volgo. Er wurde Rosis Regieassistent für den Film. Del Volgos Großvater hat das titelgebende Lied „Fuocoammare“ geschrieben.
Rosi erzählte Del Volgo, dass er mit einem Kind arbeiten wolle, woraufhin Del Volgo ihm Samuele Pucillo vorstellte. Rosi entschied sich direkt für den damals zwölfjährigen Samuele, er war die erste Wahl. Auf den Arzt Pietro Bartolo traf Rosi, weil er auf der Insel selbst an Bronchitis erkrankte und Bartolo aufsuchte. Sie kamen über die Dreharbeiten ins Gespräch und bald stand fest, dass Bartolo im Film zu Wort kommen würde. Als Arzt der Insel ist Bartolo seit Anfang der neunziger Jahre an der Rettung bzw. Bergung von Geflüchteten beteiligt, damals strandete das erste Boot auf Lampedusa. Seither ist er von nahezu allen Fernsehstationen der Welt interviewt worden, wie Bartolo auf der Pressekonferenz der Berlinale 2016 sagte. Er hoffe, dass er damit die Öffentlichkeit sensibilisieren kann.
Das träge Auge von Samuele ist für Rosi ein Bildnis: So wie er hofft, dass sich die Weltöffentlichkeit ihrer Verantwortung für die Flüchtlingstragödie annimmt, hofft Samuele, dass er sein träges Auge trainieren und so schnell wie möglich mit beiden Augen gut sehen kann. Dabei war es nicht Rosis Intention, einen politischen Film zu drehen. Wie er angibt, haben sich die Bilder vor der Kamera entwickelt, es gab keine vorgedachten Szenen, keine gesprochene Zeile war schriftlich fixiert.
Was für Rosi beim Drehen sehr wichtig war, sind die Lichtbedingungen. Der ideale Begleiter ist für ihn ein Winterlicht mit wolkenbedecktem Himmel. Gedreht hat er in der Regel nur mit ein bis zwei weiteren Personen des Filmteams. Die Szenen im Dunkeln wurden mit einer Taschenlampe ausgeleuchtet.
Die Tatsache, dass er mit einer vergleichsweise leichten Kamera arbeiten konnte, war für Rosi außerdem eine große Hilfe. Fuocoammare wurde mit einer Kamera vom Typ Amira der Firma ARRI gedreht. Laut Rosi war sie ein ausgesprochen nützliches Werkzeug, die Technologie kam ihm hier sehr zu Hilfe.